# وهيتغروف (باركشير)
وهيتغروف (بالإنجليزية: Whitegrove)‏ هي قرية تقع في المملكة المتحدة في جنوب شرق إنجلترا.